# Fighting Saints de Dubuque
Les Fighting Saints de Dubuque sont une franchise amatrice de hockey sur glace situé à Dubuque dans l'État de l'Iowa aux États-Unis. Elle est dans la division est de la USHL.

## Historique
L'équipe a été créée en 1980 et remporta dès sa première année d'expérience la Coupe Clark remise à l'équipe championne des séries éliminatoires dans la USHL. Lors de son premier passage dans la ligue, c'est un total de trois championnat que les Fighting Saints décrocherons. Les Saints cesserons leurs activités au terme de la saison 2000-2001.
Après avoir vu la ville de Dubuque rafraichir leurs installations sportives en 2010, plusieurs investisseurs décidèrent de s'allier et de former la Northern Lights Hockey, LLC. Ce regroupement permis à la ville de voir le retour de la USHL sur leur territoire. À la suite d'un sondage auprès des habitants de la région, l'équipe est à nouveau nommée Fighting Saints et adopte les couleurs originelles de l'ancienne formation, soit le rouge et blanc. 
Encore une fois, dès leur première saison les Fighting Saints s'imposent et remportent la Coupe Clark devenant ainsi la seule ville de l'histoire de la USHL à être sacré champion lors de deux saisons inaugurales. En 2012-2013, l'équipe met la main sur un cinquième championnat en défaisant en finale le Force de Fargo.

## Résultats

### 1980 à 2001
| No | Saison    | Entraîneur(s)               | Saison régulière | Saison régulière | Saison régulière | Saison régulière | Saison régulière | Saison régulière | Saison régulière | Saison régulière | Saison régulière | Saison régulière         | Séries éliminatoires | Séries éliminatoires | Séries éliminatoires | Séries éliminatoires | Séries éliminatoires | Séries éliminatoires       |
| No | Saison    | Entraîneur(s)               | PJ               | V                | D                | N                | DP               | DF               | Pts              | BP               | BC               | Classement               | PJ                   | V                    | D                    | BP                   | BC                   | Progression                |
| 1  | 1980-1981 | Jack Barzee                 | 48               | 38               | 9                | 1                | -                | -                | 77               | 351              | 187              | 1er de la division USHLS |                      |                      |                      |                      |                      | Champion de la Coupe Clark |
| -- | --------- | --------------------------- | ---------------- | ---------------- | ---------------- | ---------------- | ---------------- | ---------------- | ---------------- | ---------------- | ---------------- | ------------------------ | -------------------- | -------------------- | -------------------- | -------------------- | -------------------- | -------------------------- |
| 2  | 1981-1982 | Jack Barzee                 | 48               | 29               | 19               | 0                | -                | -                | 58               | 274              | 232              | 2e de la ligue           |                      |                      |                      |                      |                      |                            |
| 3  | 1982-1983 | Jack Barzee                 | 48               | 39               | 8                | 1                | -                | -                | 79               | 350              | 217              | 1er de la ligue          |                      |                      |                      |                      |                      | Champion de la Coupe Clark |
| 4  | 1983-1984 | Jack Barzee                 | 48               | 20               | 23               | 2                | 3                | -                | 45               | 227              | 246              | 5e de la ligue           |                      |                      |                      |                      |                      |                            |
| 5  | 1984-1985 | Jack Barzee                 | 48               | 30               | 14               | 0                | 4                | -                | 64               | 267              | 232              | 3e de la ligue           |                      |                      |                      |                      |                      | Champion de la Coupe Clark |
| 6  | 1985-1986 | Mark Ostapina               | 48               | 27               | 15               | 1                | 5                | -                | 60               | 247              | 190              | 4e de la ligue           |                      |                      |                      |                      |                      |                            |
| 7  | 1986-1987 | Tom McFarland               | 48               | 25               | 21               | 1                | 1                | -                | 52               | 263              | 236              | 5e de la ligue           |                      |                      |                      |                      |                      |                            |
| 8  | 1987-1988 | Steve Freeman               | 48               | 6                | 39               | 3                | 0                | -                | 15               | 158              | 349              | 9e de la ligue           | -                    | -                    | -                    | -                    | -                    | Non qualifié               |
| 9  | 1988-1989 | Steve Freeman               | 48               | 7                | 40               | 1                | 0                | -                | 15               | 185              | 380              | 10e de la ligue          | -                    | -                    | -                    | -                    | -                    | Non qualifié               |
| 10 | 1989-1990 | John Hill                   | 48               | 8                | 39               | 0                | 1                | -                | 17               | 152              | 323              | 10e de la ligue          | -                    | -                    | -                    | -                    | -                    | Non qualifié               |
| 11 | 1990-1991 | John Hill                   | 48               | 22               | 26               | 0                | 0                | -                | 46               | 245              | 222              | 6e de la ligue           |                      |                      |                      |                      |                      |                            |
| 12 | 1991-1992 | Cary Eades                  | 48               | 27               | 19               | 2                | 0                | -                | 58               | 256              | 212              | 4e de la ligue           |                      |                      |                      |                      |                      |                            |
| 13 | 1992-1993 | Cary Eades                  | 48               | 30               | 11               | 5                | 2                | -                | 67               | 229              | 163              | 3e de la ligue           |                      |                      |                      |                      |                      |                            |
| 14 | 1993-1994 | Troy Ward                   | 48               | 29               | 17               | 1                | 1                | -                | 61               | 224              | 177              | 5e de la ligue           |                      |                      |                      |                      |                      |                            |
| 15 | 1994-1995 | Troy Ward                   | 48               | 24               | 18               | 4                | 2                | -                | 54               | 175              | 169              | 6e de la ligue           |                      |                      |                      |                      |                      |                            |
| 16 | 1995-1996 | Mike LaZazzera Adam Brinker | 46               | 15               | 28               | 1                | 2                | -                | 33               | 145              | 214              | 10e de la ligue          | -                    | -                    | -                    | -                    | -                    | Non qualifié               |
| 17 | 1996-1997 | Adam Brinker Scott Mikesch  | 54               | 17               | 34               | 0                | 3                | -                | 37               | 157              | 211              | 4e de la division USHLS  | -                    | -                    | -                    | -                    | -                    | Non qualifié               |
| 18 | 1997-1998 | Todd Sanden Brian Gallagher | 56               | 19               | 36               | -                | 0                | 1                | 39               | 159              | 238              | 6e de la division Sud    | -                    | -                    | -                    | -                    | -                    | Non qualifié               |
| 19 | 1998-1999 | Brian Gallagher             | 56               | 22               | 32               | -                | 2                | 0                | 46               | 164              | 217              | 3e de la division USHLE  | 3                    | 0                    | 3                    | 4                    | 19                   | 0-3 Lancers d'Omaha        |
| 20 | 1999-2000 | Brian Gallagher             | 58               | 16               | 39               | -                | 0                | 3                | 35               | 141              | 230              | 7e de la division USHLE  | -                    | -                    | -                    | -                    | -                    | Non qualifié               |
| 21 | 2000-2001 | Brian Gallagher             | 56               | 15               | 37               | -                | 4                | 0                | 34               | 148              | 219              | 5e de la division Est    | -                    | -                    | -                    | -                    | -                    | Non qualifié               |

### Depuis 2010
| No | Saison    | Entraîneur(s)  | Saison régulière | Saison régulière | Saison régulière | Saison régulière | Saison régulière | Saison régulière | Saison régulière | Saison régulière | Saison régulière         | Saison régulière | Séries éliminatoires | Séries éliminatoires | Séries éliminatoires | Séries éliminatoires | Séries éliminatoires                                                                                             | Séries éliminatoires |
| No | Saison    | Entraîneur(s)  | PJ               | V                | D                | DP               | DF               | Pts              | BP               | BC               | Classement               | PJ               | V                    | D                    | BP                   | BC                   | Progression |                      |
| 1  | 2010-2011 | Jim Montgomery | 60               | 37               | 14               | 4                | 5                | 83               | 195              | 152              | 1er de la division Ouest | 11               | 9                    | 2                    | 31                   | 17                   | Laissé-passé 3-0 Force de Fargo 3-1 Stampede de Sioux Falls 3-1 Gamblers de Green Bay Champion de la Coupe Clark |                      |
| -- | --------- | -------------- | ---------------- | ---------------- | ---------------- | ---------------- | ---------------- | ---------------- | ---------------- | ---------------- | ------------------------ | ---------------- | -------------------- | -------------------- | -------------------- | -------------------- | --- | -------------------- |
| 2  | 2011-2012 | Jim Montgomery | 60               | 36               | 20               | 3                | 1                | 76               | 189              | 169              | 3e de la division Est    | 5                | 2                    | 3                    | 19                   | 20                   | 2-0 USNDT 0-3 Ice de l'Indiana                                                                                   |                      |
| 3  | 2012-2013 | Jim Montgomery | 64               | 45               | 11               | 8                | 0                | 98               | 247              | 154              | 1er de la division Est   | 11               | 9                    | 2                    | 37                   | 21                   | 3-0 Lumberjacks de Muskegon 3-2 Phantoms de Youngstown 3-0 Force de Fargo Champion de la Coupe Clark             |                      |
| 4  | 2013-2014 | Matt Shaw      |                  |                  |                  |                  |                  |                  |                  |                  | division Est             |                  |                      |                      |                      |                      | |                      |